# 日本の工業に関する学科設置高等学校一覧
日本の工業に関する学科設置高等学校一覧（にほんのこうぎょうにかんするがっかせっちこうとうがっこういちらん）は、日本の「工業に関する学科」が設置されている高等学校の一覧である。一部は公益社団法人 全国工業高等学校長協会（全工協）会員校の一覧を兼ねる。
全工協加盟校は、学校名の前に全工協の学校コード番号を記載する。これは都道府県コード（JIS X 0401）+ 通し番号（加盟順）の4桁構成となっている。全工協非加盟校については、設置されている工業に関する学科の名称をカッコ書きで記載する。
「改称・閉校・脱会等」については1989年（平成元年）以降に限り、予定を含む。

## 北海道

### 北海道

#### 現在

##### 全工協加盟校
- 0101 北海道旭川工業高等学校
- 0105 北海道小樽工業高等学校
- 0106 北海道帯広工業高等学校
- 0107 北海道北見工業高等学校
- 0108 北海道釧路工業高等学校
- 0109 北海道札幌工業高等学校
- 0110 北海道札幌琴似工業高等学校
- 0111 北海道滝川工業高等学校
- 0112 北海道苫小牧工業高等学校
- 0113 北海道名寄産業高等学校
- 0114 北海道函館工業高等学校
- 0115 北海道富良野緑峰高等学校
- 0117 北海道室蘭工業高等学校
- 0118 北海道紋別高等学校
- 0120 北海道留萌高等学校
- 0122 旭川実業高等学校
- 0123 北海道科学大学高等学校
- 0124 北海道札幌国際情報高等学校
- 0125 北海道美唄尚栄高等学校

##### 全工協非加盟校
- 北海道岩見沢農業高等学校（農業土木工学科）
- 北海道おといねっぷ美術工芸高等学校（工芸科）
- 北海道帯広農業高等学校（農業土木工学科）

#### 改称・閉校・脱会等

##### 全工協加盟校
- 0102 北海道芦別総合技術高等学校⇒ 北海道芦別高等学校に統廃合、工業に関する学科を廃止し脱会（2006年）
- 0104 北海道江差南高等学校⇒ 北海道江差高等学校に統廃合（2006年）、工業に関する学科を廃止し脱会
- 0113 北海道名寄工業高等学校⇒ 0113 北海道名寄光凌高等学校に統廃合（2000年）⇒ 0113 北海道名寄産業高等学校に統廃合（2009年）
- 0116 北海道美唄工業高等学校⇒ 0125 北海道美唄尚栄高等学校に統廃合（2013年）
- 0118 北海道紋別南高等学校⇒ 0118 北海道紋別高等学校に統廃合（2007年）
- 0119 北海道夕張工業高等学校⇒ 0119 北海道夕張緑ヶ丘実業高等学校に統廃合（1992年）
- 01?? 北海道留萌工業高等学校⇒ 0120 北海道留萌千望高等学校に統廃合（2001年）
- 0121 北海道稚内商工高等学校⇒ 北海道稚内高等学校に統廃合（2013年）
- 0123 北海道工業高等学校⇒ 北海道尚志学園高等学校に改称（2001年）

##### 全工協非加盟校
- 北海道栄高等学校⇒ 工業に関する学科を廃止し脱会（2009年？）

## 東北地方

### 青森県

#### 現在

##### 全工協加盟校
- 0201 青森県立青森工業高等学校
- 0202 青森県立五所川原工業高等学校
- 0203 青森県立十和田工業高等学校
- 0205 青森県立八戸工業高等学校
- 0206 青森県立弘前工業高等学校
- 0207 青森県立むつ工業高等学校
- 0209 八戸工業大学第一高等学校
- 0210 弘前東高等学校
- 0211 八戸学院光星高等学校
- 0212 青森山田高等学校
- 0213 青森県立尾上総合高等学校
- 0214 八戸学院野辺地西高等学校

##### 全工協非加盟校
- 青森県立五所川原農林高等学校（環境土木科）
- 青森県立柏木農業高等学校（環境工学科）
- 青森県立三本木農業恵拓高等学校（農業機械科・環境土木科）
- 青森県立名久井農業高等学校（環境システム科）

#### 改称・閉校・脱会等

##### 全工協加盟校
- 0204 青森県立南部工業高等学校⇒ 0205 青森県立八戸工業高等学校に統廃合（2015年）
- 0210 弘前東工業高等学校⇒ 0210 弘前東高等学校に改称し、普通科併設（2005年）
- 0211 光星学院高等学校⇒ 0211 八戸学院光星高等学校に改称（2013年）
- 0214 光星学院野辺地西高等学校⇒ 0214 八戸学院野辺地西高等学校に改称（2013年4月）

### 岩手県

#### 現在

##### 全工協加盟校
- 0301 岩手県立一関工業高等学校
- 0302 岩手県立大船渡東高等学校
- 0303 岩手県立釜石商工高等学校
- 0304 岩手県立久慈工業高等学校
- 0305 岩手県立黒沢尻工業高等学校
- 0306 岩手県立千厩高等学校
- 0307 岩手県立種市高等学校
- 0308 岩手県立福岡工業高等学校
- 0309 岩手県立水沢工業高等学校
- 0310 岩手県立宮古工業高等学校
- 0311 岩手県立盛岡工業高等学校
- 0315 岩手県立花北青雲高等学校

##### 全工協非加盟校
- 専修大学北上高等学校（自動車科）

#### 改称・閉校・脱会等

##### 全工協加盟校
- 0302 岩手県立大船渡工業高等学校 ⇒ 0302 岩手県立大船渡東高等学校に統廃合（2008年）
- 0303 岩手県立釜石工業高等学校 ⇒ 0303 岩手県立釜石商工高等学校に統廃合（2009年）
- 0312 一関商工高等学校⇒ 一関学院高等学校に改称、工業に関する学科を廃止し脱会（2001年）
- 0313 花巻東高等学校⇒ 工業に関する学科を廃止し脱会（1998年）
- 0314 盛岡中央高等学校⇒ 工業に関する学科を廃止し脱会（2015年）

##### 全工協非加盟校
- 岩手県立岩谷堂農林高等学校（産業工学科）⇒ 岩手県立岩谷堂高等学校に統廃合、工業に関する学科を廃止し脱会（2009年）

### 宮城県

#### 現在

##### 全工協加盟校
- 0401 宮城県石巻工業高等学校
- 0403 宮城県工業高等学校
- 0404 宮城県第二工業高等学校
- 0405 宮城県白石工業高等学校
- 0406 宮城県古川工業高等学校
- 0407 宮城県村田高等学校
- 0408 宮城県登米総合産業高等学校
- 0409 仙台市立仙台工業高等学校
- 0411 仙台城南高等学校
- 0412 宮城県黒川高等学校
- 0413 宮城県気仙沼向洋高等学校
- 0415 宮城県立聴覚支援学校
- 0417 宮城県伊具高等学校
- 0418 宮城県水産高等学校
- 0419 宮城県迫桜高等学校
- 0420 宮城県岩ヶ崎高等学校

##### 全工協非加盟校
- 宮城県加美農業高等学校（農業機械科）
- 宮城県農業高等学校（農業機械科）
- 宮城県本吉響高等学校（総合学科産業情報系列）
- 宮城県南郷高等学校（産業技術科）

#### 改称・閉校・脱会等

##### 全工協加盟校
- 0402 宮城県鶯沢工業高等学校⇒ 0420 宮城県岩ヶ崎高等学校に統廃合（2011年）
- 0408 宮城県米谷工業高等学校⇒ 0408 宮城県登米総合産業高等学校に統廃合（2015年）
- 0410 仙台市立仙台第二工業高等学校⇒ 0409 仙台市立仙台工業高等学校に統廃合（2010年）
- 0411 東北工業大学高等学校⇒ 0411 仙台城南高等学校に改称（2013年）
- 0414 宮城県上沼高等学校⇒ 工業に関する学科を廃止し脱会（2008年）
- 0415 宮城県立ろう学校⇒ 0415 宮城県立聴覚支援学校に改称（2009年）
- 0416 宮城県柴田農林高等学校⇒ 工業に関する学科を廃止し脱会（2008年）
- 0419 宮城県若柳高等学校⇒ 0419 宮城県迫桜高等学校に統廃合（2001年）

### 秋田県

#### 現在

##### 全工協加盟校
- 0501 秋田県立秋田工業高等学校
- 0502 秋田県立大館桂桜高等学校
- 0503 秋田県立大曲工業高等学校
- 0504 秋田県立男鹿工業高等学校
- 0507 秋田県立能代科学技術高等学校
- 0509 秋田県立由利工業高等学校
- 0512 秋田県立横手清陵学院高等学校
- 0513 秋田県立西目高等学校
- 0514 秋田県立湯沢翔北高等学校

##### 全工協非加盟校
- 秋田県立秋田北鷹高等学校（緑地環境科）

#### 改称・閉校・脱会等

##### 全工協加盟校
- 0505 秋田県立小坂高等学校⇒秋田県立鹿角高等学校に統廃合（2024年）
- 0507 秋田県立能代工業高等学校⇒ 0515 秋田県立能代西高等学校と統合し、秋田県立能代科学技術高等学校へ（2021年）
- 0508 秋田県立湯沢商工高等学校⇒ 0514 秋田県立湯沢翔北高等学校に統廃合（2011年）
- 0510 秋田県立横手工業高等学校⇒ 0512 秋田県立横手清陵学院高等学校に統廃合（2006年）
- 0511 秋田県立米内沢高等学校⇒ 工業に関する学科を廃止し脱会（2007年）
- 0515 秋田県立能代西高等学校⇒ 0507 秋田県立能代工業高等学校と統合し、秋田県立能代科学技術高等学校へ（2021年）

##### 全工協非加盟校
- 秋田経済法科大学附属高等学校⇒ 明桜高等学校に改称（2007年）、工業に関する学科を廃止し脱会（2009年）

### 山形県

#### 現在

##### 全工協加盟校
- 0601 山形県立寒河江工業高等学校
- 0603 山形県立新庄神室産業高等学校
- 0604 山形県立鶴岡工業高等学校
- 0605 山形県立長井工業高等学校
- 0607 山形県立山形工業高等学校
- 0608 山形県立米沢工業高等学校
- 0609 山形明正高等学校
- 0610 羽黒高等学校
- 0611 創学館高等学校
- 0612 山形県立酒田光陵高等学校
- 0613 山形県立村山産業高等学校

##### 全工協非加盟校
- 山形県立庄内総合高等学校（総合学科）

#### 改称・閉校・脱会等

##### 全工協加盟校
- 0602 山形県立酒田工業高等学校⇒ 0612 山形県立酒田光陵高等学校に統廃合（2012年）
- 0603 山形県立新庄工業高等学校⇒ 0603 山形県立新庄神室産業高等学校に統廃合（2003年）
- 0606 山形県立東根工業高等学校⇒ 0613 山形県立村山産業高等学校に統廃合（2014年）
- 0609 蔵王高等学校⇒ 0609 山形明正高等学校に改称（2011年）

### 福島県

#### 現在

##### 全工協加盟校
- 0701 福島県立会津工業高等学校
- 0702 福島県立小高工業高等学校
- 0703 福島県立川俣高等学校
- 0704 福島県立喜多方桐桜高等学校
- 0705 福島県立郡山北工業高等学校
- 0706 福島県立白河実業高等学校
- 0707 福島県立清陵情報高等学校
- 0708 福島県立平工業高等学校
- 0709 福島県立勿来工業高等学校
- 0710 福島県立二本松実業高等学校
- 0711 福島県立塙工業高等学校
- 0712 福島県立福島工業高等学校
- 0713 聖光学院高等学校
- 0714 尚志高等学校
- 0716 松韻学園福島高等学校
- 0717 若松第一高等学校

##### 全工協非加盟校
- 福島県立岩瀬農業高等学校（環境工学科）
- 福島県立福島明成高等学校（環境土木科）

#### 改称・閉校・脱会等

##### 全工協加盟校
- 0704 福島県立喜多方工業高等学校⇒ 0704 福島県立喜多方桐桜高等学校に統廃合（2010年）
- 0715 原町工業高等学校⇒ 0715 松韻学園松栄高等学校に改称・改編（1996年）⇒ 廃校（2014）

## 関東地方

### 茨城県

#### 現在

##### 全工協加盟校
- 0802 茨城県立勝田工業高等学校
- 0803 茨城県立下館工業高等学校
- 0804 茨城県立総和工業高等学校
- 0806 茨城県立玉造工業高等学校
- 0807 茨城県立土浦工業高等学校
- 0808 茨城県立波崎高等学校
- 0809 茨城県立日立工業高等学校
- 0810 茨城県立水戸工業高等学校
- 0812 茨城県立つくばサイエンス高等学校
- 0813 茨城県立江戸崎総合高等学校
- 0814 茨城県立常陸大宮高等学校
- 0815 茨城県立取手第一高等学校
- 0816 茨城県立高萩清松高等学校

##### 全工協非加盟校
- 茨城県立八千代高等学校（総合学科自動車工業系列）
- 茨城県立水戸農業高等学校（農業土木科）

#### 改称・閉校・脱会等

##### 全工協加盟校
- 0801 茨城県立大宮工業高等学校⇒ 0814 茨城県立常陸大宮高等学校に統廃合（2008年）
- 0805 茨城県立高萩工業高等学校⇒ 0816 茨城県立高萩清松高等学校に統廃合（2008年）
- 0811 茨城県立取手第一高等学校⇒ 総合学科に改編（2003年）、脱会 ⇒ 再加盟「0815 茨城県立取手第一高等学校」（2008年）
- 0813 茨城県立江戸崎高等学校⇒ 0813 茨城県立江戸崎総合高等学校に統廃合（2007年）

### 栃木県

#### 現在

##### 全工協加盟校
- 0902 栃木県立足利工業高等学校
- 0903 栃木県立今市工業高等学校
- 0904 栃木県立宇都宮工業高等学校
- 0905 栃木県立鹿沼商工高等学校
- 0906 栃木県立栃木工業高等学校
- 0907 栃木県立那須清峰高等学校
- 0908 栃木県立真岡工業高等学校
- 0910 足利工業大学附属高等学校
- 0911 作新学院高等学校
- 0912 栃木県立宇都宮白楊高等学校
- 0913 栃木県立矢板高等学校
- 0915 栃木県立小山北桜高等学校
- 0916 栃木県立佐野松桜高等学校

#### 改称・閉校・脱会等

##### 全工協加盟校
- 0901 栃木県立足尾高等学校⇒ 栃木県立日光明峰高等学校に統廃合し脱会（2006年）
- 0909 白鷗大学足利高等学校 ⇒ 工業に関する学科を廃止し脱会（2014年）
- 0911 作新学院高等部⇒ 0911 作新学院高等学校に改称・改編（2003年）
- 0914 栃木県立佐野松陽高等学校⇒ 0916 栃木県立佐野松桜高等学校に統廃合（2013年）

### 群馬県

#### 現在

##### 全工協加盟校
- 1002 群馬県立伊勢崎工業高等学校
- 1004 群馬県立太田工業高等学校
- 1005 群馬県立桐生工業高等学校
- 1006 群馬県立高崎工業高等学校
- 1007 群馬県立館林商工高等学校
- 1008 群馬県立利根実業高等学校
- 1009 群馬県立富岡実業高等学校
- 1012 群馬県立藤岡工業高等学校
- 1013 群馬県立前橋工業高等学校
- 1014 群馬県立渋川工業高等学校
- 1016 群馬県立新田暁高等学校
- 1017 群馬県立安中総合学園高等学校

##### 全工協非加盟校
- 群馬県立中之条高等学校（環境工学科）

#### 改称・閉校・脱会等

##### 全工協加盟校
- 1001 群馬県立安中実業高等学校⇒ 1017 群馬県立安中総合学園高等学校に統廃合（2008年）
- 1003 群馬県立大泉高等学校⇒ 工業に関する学科を廃止し脱会（2000年？）
- 1010 群馬県立長野原高等学校⇒ 工業に関する学科を廃止し脱会（2007年）
- 1015 群馬県立伊勢崎興陽高等学校⇒ 総合学科へ改編（2007年）、脱会

### 埼玉県

#### 現在

##### 全工協加盟校
- 1101 筑波大学附属坂戸高等学校
- 1102 埼玉県立浦和工業高等学校
- 1103 埼玉県立大宮工業高等学校
- 1104 埼玉県立春日部工業高等学校
- 1105 埼玉県立川口工業高等学校
- 1106 埼玉県立川越工業高等学校
- 1107 埼玉県立進修館高等学校
- 1108 埼玉県立久喜工業高等学校
- 1109 埼玉県立熊谷工業高等学校
- 1110 埼玉県立越谷総合技術高等学校
- 1111 埼玉県立児玉高等学校
- 1112 埼玉県立狭山工業高等学校
- 1114 埼玉県立秩父農工科学高等学校
- 1115 埼玉県立新座総合技術高等学校
- 1116 埼玉県立三郷工業技術高等学校
- 1117 埼玉県立いずみ高等学校
- 1119 叡明高等学校
- 1120 栄北高等学校

##### 全工協非加盟校
- 清和学園高等学校（自動車科）

#### 改称・閉校・脱会等

##### 全工協加盟校
- 1107 埼玉県立行田工業高等学校⇒ 1107 埼玉県立進修館高等学校に統廃合（2005年）
- 1113 埼玉県立玉川工業高等学校⇒ 廃校（2013年）
- 1114 埼玉県立秩父農工高等学校⇒ 埼玉県立秩父農工科学高等学校に統合・改称（2005年）
- 1118 越生高等学校⇒ 武蔵越生高等学校に改称・改編（1993年） ⇒ 工業に関する学科を廃止し脱会（2006年）
- 1111 埼玉県立児玉白楊高等学校⇒ 1111 埼玉県立児玉高等学校に統廃合（2023年）

### 千葉県

#### 現在

##### 全工協加盟校
- 1201 千葉県立市川工業高等学校
- 1203 千葉県立京葉工業高等学校
- 1204 千葉県立清水高等学校
- 1205 千葉県立館山総合高等学校
- 1206 千葉県立千葉工業高等学校
- 1207 千葉県立東総工業高等学校
- 1208 千葉県立茂原樟陽高等学校
- 1212 千葉県立下総高等学校

##### 全工協非加盟校
- 千葉県立君津青葉高等学校（総合学科土木工学系列）
- 千葉県立安房拓心高等学校（総合学科土木系列）

#### 改称・閉校・脱会等

##### 全工協加盟校
- 1202 千葉県立葛南工業高等学校⇒ 1201 千葉県立市川工業高等学校に統廃合（2006年）
- 1205 千葉県立館山高等学校⇒ 1205 千葉県立館山総合高等学校に統廃合（2008年）
- 1208 千葉県立茂原工業高等学校⇒ 1208 千葉県立茂原樟陽高等学校に統廃合（2006年）
- 1209 銚子市立銚子高等学校⇒ 銚子市立銚子西高等学校と合併、工業に関する学科を廃止し脱会（2008年）
- 1210 敬愛学園高等学校⇒ 工業に関する学科を廃止し脱会（2003年）
- 1211 千葉経済大学附属高等学校⇒ 工業に関する学科を廃止し脱会（2008年より募集停止、2010年3月閉科）

### 東京都

#### 現在

##### 全工協加盟校
- 1301 東京工業大学附属科学技術高等学校
- 1302 東京都立足立工科高等学校
- 1303 東京都立荒川工科高等学校
- 1306 東京都立葛西工科高等学校
- 1308 東京都立北豊島工科高等学校
- 1310 東京都立蔵前工科高等学校
- 1312 東京都立工芸高等学校
- 1314 東京都立小金井工科高等学校
- 1316 東京都立杉並工科高等学校
- 1317 東京都立墨田工科高等学校
- 1319 東京都立田無工科高等学校
- 1320 東京都立多摩工科高等学校
- 1321 東京都立中野工科高等学校
- 1322 東京都立練馬工科高等学校
- 1325 東京都立府中工科高等学校
- 1326 東京都立本所工科高等学校
- 1327 東京都立町田工科高等学校
- 1330 岩倉高等学校
- 1331 大森学園高等学校
- 1336 昭和第一学園高等学校
- 1337 昭和鉄道高等学校
- 1339 日本工業大学駒場高等学校
- 1340 東京実業高等学校
- 1349 東京都立科学技術高等学校
- 1350 東京都立世田谷泉高等学校
- 1353 東京都立六郷工科高等学校
- 1354 東京都立総合工科高等学校
- 1355 東京都立橘高等学校
- 1356 東京都立八王子桑志高等学校
- 1357 東京都立多摩科学技術高等学校
- 1358 東京都立王子総合高等学校
- 1359 東京都立つばさ総合高等学校

##### 全工協非加盟校
- 東京都立葛飾総合高等学校（総合学科メカトロニクス系列）

#### 改称・閉校・脱会等

##### 全工協加盟校
- 1301 東京工業大学工学部附属工業高等学校⇒ 東京工業大学附属科学技術高等学校に改称・学科改編（2005年）
- 1302 東京都立足立工業高等学校⇒ 1302 東京都立足立工科高等学校に改称（2023年）
- 1303 東京都立荒川工業高等学校⇒ 1303 東京都立荒川工科高等学校に改称（2023年）
- 1304 東京都立王子工業高等学校⇒ 1358 東京都立王子総合高等学校へ統廃合（2009年）
- 1305 東京都立化学工業高等学校⇒ 東京都立科学技術高等学校に統廃合（2001年）
- 1306 東京都立葛西工業高等学校⇒ 1306 東京都立葛西工科高等学校に改称（2023年）
- 1307 東京都立烏山工業高等学校⇒ 1350 東京都立世田谷泉高等学校に統廃合（2002年）
- 1308 東京都立北豊島工業高等学校⇒ 1308 東京都立北豊島工科高等学校に改称（2023年）
- 1309 東京都立砧工業高等学校⇒ 東京都立世田谷総合高等学校に統廃合（2007年）
- 1310 東京都立蔵前工業高等学校⇒ 1310 東京都立蔵前工科高等学校に改称（2023年）
- 1311 東京都立小石川工業高等学校⇒ 1354 東京都立総合工科高等学校に統廃合（2008年）
- 1313 東京都立江東工業高等学校⇒ 東京都立科学技術高等学校に統廃合（2000年）
- 1314 東京都立小金井工業高等学校⇒ 1314 東京都立小金井工科高等学校に改称（2023年）
- 1315 東京都立鮫洲工業高等学校⇒ 1353 東京都立六郷工科高等学校に統廃合（2007年）
- 1316 東京都立杉並工業高等学校⇒ 136 東京都立杉並工科高等学校に改称（2023年）
- 1317 東京都立墨田工業高等学校⇒ 1317 東京都立墨田工科高等学校に改称（2023年）
  - 1317 東京都立墨田工業高等学校月島分校⇒ 廃校（2004年）
- 1318 東京都立世田谷工業高等学校⇒ 1354 東京都立総合工科高等学校に統廃合（2009年）[1]
- 1319 東京都立田無工業高等学校⇒ 1319 東京都立田無工科高等学校に改称（2023年）
- 1320 東京都立多摩工業高等学校⇒ 1320 東京都立多摩工科高等学校に改称（2023年）
- 1321 東京都立中野工業高等学校⇒ 1321 東京都立中野工科高等学校に改称（2023年）
- 1322 東京都立練馬工業高等学校⇒ 1322 東京都立練馬工科高等学校に改称（2023年）
- 1323 東京都立八王子工業高等学校⇒ 1356 東京都立八王子桑志高等学校に統廃合（2010年）
- 1324 東京都立羽田工業高等学校
⇒ 全日制課程は1359 東京都立つばさ総合高等学校に統廃合（2001年）
⇒ 定時制課程は1353 東京都立六郷工科高等学校に統廃合（2007年）
- 1325 東京都立府中工業高等学校⇒ 1325 東京都立府中工科高等学校に改称（2023年）
- 1326 東京都立本所工業高等学校⇒ 1326 東京都立本所工科高等学校に改称（2023年）
- 1327 東京都立町田工業高等学校⇒ 1327 東京都立町田工科高等学校に改称（2023年）
- 1328 東京都立港工業高等学校⇒ 1353 東京都立六郷工科高等学校に統廃合（2004年）
- 1329 東京都立向島工業高等学校⇒ 1355 東京都立橘高等学校へ統廃合（2010年）
- 1333 関東第一高等学校⇒ 工業に関する学科を廃止し脱会（2014年）
- 1335 国士舘高等学校⇒ 工業に関する学科を廃止し脱会（時期不明）
- 1339 日本工業大学付属東京工業高等学校⇒ 日本工業大学駒場高等学校に改称・改編（2008年）
- 1341 東京電機大学高等学校⇒ 工業に関する学科を廃止し脱会（時期不明）
- 1342 豊島学院高等学校⇒ 工業に関する学科を廃止し脱会
- 1344 目黒学院高等学校⇒ 工業に関する学科を廃止し脱会（時期不明）
- 1345 安田学園高等学校⇒ 工業に関する学科を廃止し脱会（2014年）
- 1347 東京都立大田ろう学校⇒ 廃校（2007年）
- 1348 東京都立新宿山吹高等学校⇒ 工業に関する学科を廃止し脱会（時期不明）
- 1351 東京都立羽田工業高校⇒ 東京都立つばさ総合高等学校へ統廃合し全工協会脱会（2002年）⇒ 再加盟（時期不明）

### 神奈川県

#### 現在

##### 全工協加盟校
- 1401 神奈川県立磯子工業高等学校
- 1403 神奈川県立小田原城北工業高等学校
- 1404 神奈川県立神奈川工業高等学校
- 1405 神奈川県立川崎工科高等学校
- 1406 神奈川県立神奈川総合産業高等学校
- 1408 神奈川県立商工高等学校
- 1409 神奈川県立平塚工科高等学校
- 1411 神奈川県立藤沢工科高等学校
- 1412 神奈川県立向の岡工業高等学校
- 1413 神奈川県立横須賀工業高等学校
- 1414 川崎市立川崎総合科学高等学校
- 1421 三浦学苑高等学校
- 1422 横浜創学館高等学校

##### 全工協非加盟校
- 横浜市立横浜総合高等学校（総合学科エンジニア系列）
- 横須賀市立横須賀総合高等学校（総合学科工学系列）
- 厚木中央高等学校（通信制工業科）

#### 改称・閉校・脱会等

##### 全工協加盟校
- 1402 神奈川県立大船工業技術高等学校⇒ 1411 神奈川県立藤沢工科高等学校に統廃合（2003年）
- 1405 神奈川県立川崎工業高等学校⇒ 1405 神奈川県立川崎工科高等学校に改編（2010年）
- 1406 神奈川県立相模台工業高等学校⇒ 1406 神奈川県立神奈川総合産業高等学校に統廃合（2005年）
- 1407 神奈川県立相模原工業技術高等学校⇒ 1406 神奈川県立神奈川総合産業高等学校に統廃合（2005年）
- 1409 神奈川県立平塚工業高等学校⇒ 1409 平塚工科高等学校に統廃合（2003年）
- 1410 神奈川県立平塚西工業技術高等学校⇒ 1409 平塚工科高等学校に統廃合（2003年）
- 1411 神奈川県立藤沢工業高等学校⇒ 1411 神奈川県立藤沢工科高等学校に統廃合（2003年）
- 1414 川崎市立工業高等学校⇒ 川崎市立川崎総合科学高等学校に改称・学科改編（1995年）
- 1415 横須賀市立工業高等学校⇒ 横須賀市立横須賀総合高等学校に統廃合、工業に関する学科を廃止し脱会（2003年）
- 1416 横浜市立鶴見工業高等学校⇒ 横浜サイエンスフロンティア高等学校に再編、工業に関する学科を廃止し脱会（2011年）
- 1417 横浜市立横浜工業高等学校⇒ 横浜市立横浜総合高等学校に統廃合、工業に関する学科を廃止し脱会（2005年）
- 1418 湘南工科大学附属高等学校⇒ 工業に関する学科を廃止し脱会（2000年）
- 1419 相洋高等学校⇒ 工業に関する学科を廃止し脱会（2001年）
- 1420 藤嶺学園藤沢高等学校⇒ 工業に関する学科を廃止し脱会（2000年？）
- 1421 三浦高等学校⇒ 1421三浦学苑高等学校に改称（2009年）
- 1422 横浜商工高等学校⇒ 1422 横浜創学館高等学校に改称（2003年）

## 中部地方

### 新潟県

#### 現在

##### 全工協加盟校
- 1603 新潟県立糸魚川白嶺高等学校
- 1604 新潟県立柏崎工業高等学校
- 1606 新潟県立新潟県央工業高等学校
- 1607 新潟県立塩沢商工高等学校
- 1608 新潟県立新発田南高等学校
- 1609 新潟県立上越総合技術高等学校
- 1612 新潟県立栃尾高等学校
- 1614 新潟県立長岡工業高等学校
- 1616 新潟県立新潟工業高等学校
- 1618 新潟県立新津工業高等学校
- 1621 新潟県立佐渡総合高等学校

##### 全工協非加盟校
- 新潟県立小千谷西高等学校（総合学科）
- 新潟県立十日町総合高等学校（総合学科）
- 新潟県立巻総合高等学校（総合学科）

#### 改称・閉校・脱会等

##### 全工協加盟校
- 1601 新潟県立相川高等学校⇒ 工業に関する学科を廃止し脱会（2003年）
- 1603 新潟県立糸魚川商工高等学校⇒ 1603 新潟県立糸魚川白嶺高等学校に改称・改編（1998年）
- 1605 新潟県立小千谷西高等学校⇒ 工業に関する学科を廃止し脱会（2003年）
- 1606 新潟県立三条工業高等学校⇒ 1606 新潟県立新潟県央工業高等学校に改称（2004年）
- 1609 新潟県立高田工業高等学校⇒ 1609 新潟県立上越総合技術高等学校に統廃合（2005年）
- 1610 新潟県立燕工業高等学校⇒ 1606 新潟県立新潟県央工業高等学校に改称（2006年）
- 1611 新潟県立十日町実業高等学校⇒ 新潟県立十日町総合高等学校に改称・改編（1995年） ⇒ 工業に関する学科を廃止し脱会（1997年）
- 1613 新潟県立直江津工業高等学校⇒ 1609 新潟県立上越総合技術高等学校に統廃合（2005年）
- 1615 新潟県立中条工業高等学校⇒ 1608 新潟県立新発田南高等学校に統廃合（2008年）
- 1617 新潟県立新潟東工業高等学校⇒ 1616 新潟県立新潟工業高等学校へ統廃合（2013年）
- 1619 新潟県立巻工業高等学校⇒ 新潟県立巻総合高等学校に統廃合、工業に関する学科を廃止し脱会（2005年）
- 1620 新潟市立高志高等学校⇒ 新潟市立高志中等教育学校へ統廃合、工業に関する学科を廃止し脱会（2013）

### 富山県

#### 現在

##### 全工協加盟校
- 1801 富山県立魚津工業高等学校
- 1803 富山県立桜井高等学校
- 1805 富山県立高岡工芸高等学校
- 1806 富山県立砺波工業高等学校
- 1807 富山県立富山工業高等学校
- 1809 富山県立富山北部高等学校
- 1811 富山県立滑川高等学校
- 1812 不二越工業高等学校

##### 全工協非加盟校
- 富山県立富山聴覚総合支援学校（産業工芸科、機械科）
- 富山県立高岡聴覚総合支援学校（機械科）
- 富山県立富山総合支援学校（産業工芸科）
- 富山県立にいかわ総合支援学校（産業技術科）
- 富山県立となみ総合支援学校（産業技術科）

#### 改称・閉校・脱会等

##### 全工協加盟校
- 1802 富山県立大沢野工業高等学校 ⇒ 1807 富山県立富山工業高等学校に統廃合（2012年）
- 1804 富山県立志貴野高等学校⇒ 工業に関する学科を廃止し脱会（2003年）
- 1808 富山県立富山西高等学校⇒ 土木科を 1807 富山工業高等学校へ移設し脱会（2010年）
- 1810 富山県立二上工業高等学校⇒ 1805 富山県立高岡工芸高等学校に統廃合（2012年）
- 1814 富山県立富山聴覚総合支援学校 ⇒ 脱会

### 石川県

#### 現在

##### 全工協加盟校
- 1902 石川県立工業高等学校
- 1903 石川県立小松工業高等学校
- 1905 石川県立大聖寺実業高等学校
- 1907 石川県立羽咋工業高等学校
- 1910 金沢市立工業高等学校
- 1911 石川県立金沢北陵高等学校
- 1912 石川県立七尾東雲高等学校
- 1913 日本航空高等学校石川
- 1914 石川県立飯田高等学校
- 1915 石川県立輪島高等学校

##### 全工協非加盟校
- 石川県立金沢中央高等学校（総合学科スキルアップ系列）

#### 改称・閉校・脱会等

##### 全工協加盟校
- 1904 石川県立珠洲実業高等学校⇒ 1914 石川県立飯田高等学校に統廃合（2010年）[2]
- 1906 石川県立七尾工業高等学校⇒ 1912 石川県立七尾東雲高等学校に統廃合（2006年）
- 1908 石川県立輪島実業高等学校⇒ 1915 石川県立輪島高等学校に統廃合（2010年3月閉校）[2]
- 1909 石川県立高浜高等学校⇒ 石川県立志賀高等学校に統廃合（2011年閉校）
- 1911 石川県立金沢松陵工業高等学校⇒ 1911 石川県立金沢北陵高等学校に改称・改編（1995年）
- 1913 日本航空第二高等学校⇒ 日本航空高等学校石川に改称（2009年）

### 福井県

#### 現在

##### 全工協加盟校
- 2002 福井県立科学技術高等学校
- 2004 福井県立敦賀工業高等学校
- 2006 福井県立若狭東高等学校
- 2007 福井工業大学附属福井高等学校
- 2008 福井県立奥越明成高等学校
- 2009 福井県立坂井高等学校
- 2010 福井県立武生商工高等学校

##### 全工協非加盟校
- 福井県立福井農林高等学校（環境工学科）

#### 改称・閉校・脱会等

##### 全工協加盟校
- 2001 福井県立大野東高等学校⇒ 2008 福井県立奥越明成高等学校に統廃合（2013年）
- 2005 福井県立春江工業高等学校⇒ 2009 福井県立坂井高等学校へ統廃合（2016年）
- 2008（旧）敦賀気比高等学校⇒ 工業に関する学科を廃止し脱会（2009年）
- 2003 福井県立武生工業高等学校⇒ 2010 福井県立武生商工高等学校へ統廃合（2022年）

### 山梨県

#### 現在

##### 全工協加盟校
- 1503 山梨県立峡南高等学校
- 1504 山梨県立甲府工業高等学校
- 1505 山梨県立韮崎工業高等学校
- 1507 山梨県立甲府城西高等学校
- 1508 山梨県立富士北稜高等学校
- 1509 山梨県立都留興譲館高等学校

##### 全工協非加盟校
- 山梨県立農林高等学校（環境土木科）

#### 改称・閉校・脱会等

##### 全工協加盟校
- 1501? 山梨県立機山工業高等学校⇒ 1507 山梨県立甲府城西高等学校に統廃合（1999年）
- 1502 山梨県立北富士工業高等学校⇒ 1508 山梨県立富士北稜高等学校へ統廃合（2006年）
- 1506 山梨県立谷村工業高等学校⇒ 1509 山梨県立都留興譲館高等学校に統廃合（2017年）

##### 全工協非加盟校
- 帝京第三高等学校⇒ 工業に関する学科を廃止し脱会（2008年）

### 長野県

#### 現在

##### 全工協加盟校
- 1703 長野県池田工業高等学校
- 1704 長野県佐久平総合技術高等学校
- 1705 長野県上田千曲高等学校
- 1707 長野県岡谷工業高等学校
- 1709 長野県駒ヶ根工業高等学校
- 1710 長野県蘇南高等学校
- 1711 長野県長野工業高等学校
- 1712 長野県中野立志館高等学校
- 1713 長野県松本工業高等学校
- 1714 長野県丸子修学館高等学校
- 1715 長野県箕輪進修高等学校
- 1716 東京都市大学塩尻高等学校
- 1717 長野県木曽青峰高等学校
- 1718 長野県飯田OIDE長姫高等学校
- 1719 長野県須坂創成高等学校

#### 改称・閉校・脱会等

##### 全工協加盟校
- 1701 長野県飯田工業高等学校⇒ 1718 長野県飯田OIDE長姫高等学校に統廃合（2013年）
- 1702 長野県飯田長姫高等学校⇒ 1718 長野県飯田OIDE長姫高等学校に統廃合（2013年）
- 1704 長野県岩村田高等学校⇒ 1704 長野県佐久平総合技術高等学校に統廃合（2015年）
- 1706 長野県臼田高等学校⇒ 1704 長野県佐久平総合技術高等学校に統廃合（2015年）
- 1708 長野県木曽山林高等学校⇒ 1717 長野県木曽青峰高等学校に統廃合（2009年）
- 1712 長野県中野実業高等学校⇒ 1712 長野県中野立志館高等学校（総合学科）に統廃合（2009年）
- 1713 長野県松本工業高等学校⇒ 定時制課程が長野県松本筑摩高等学校に統廃合（2010年）
- 1714 長野県丸子実業高等学校⇒ 長野県丸子修学館高等学校に改称・改編（2007年4月
- 1716 武蔵工業大学付属信州工業高等学校⇒ 武蔵工業大学第二高等学校に改称・改編（2001年）⇒ 東京都市大学塩尻高等学校に改称（2009年）

### 岐阜県

#### 現在

##### 全工協加盟校
- 2301 岐阜県立大垣工業高等学校
- 2302 岐阜県立可児工業高等学校
- 2303 岐阜県立岐南工業高等学校
- 2304 岐阜県立岐阜工業高等学校
- 2305 岐阜県立岐阜総合学園高等学校
- 2306 岐阜県立高山工業高等学校
- 2307 岐阜県立多治見工業高等学校
- 2308 岐阜県立中津川工業高等学校
- 2309 関市立関商工高等学校
- 2310 岐阜県立飛騨神岡高等学校
- 2311 岐阜第一高等学校

##### 全工協非加盟校
- 岐阜県立郡上高等学校（総合学科情報システム系列）
- 岐阜県立土岐紅陵高等学校（総合学科）

#### 改称・閉校・脱会等

##### 全工協加盟校
- 2305? 岐阜県立岐阜西工業高等学校⇒ 2305 岐阜県立岐阜総合学園高等学校に統廃合（1997年）
- 2310? 神岡町立神岡工業高等学校⇒ 2310 岐阜県立飛騨神岡高等学校に統廃合（1997年）

### 静岡県

#### 現在

##### 全工協加盟校
- 2101 静岡県立浜松湖北高等学校
- 2102 静岡県立掛川工業高等学校
- 2104 静岡県立島田工業高等学校
- 2106 静岡県立遠江総合高等学校
- 2107 静岡県立伊豆総合高等学校
- 2108 静岡県立天竜高等学校
- 2109 静岡県立沼津工業高等学校
- 2110 静岡県立浜松工業高等学校
- 2111 静岡県立浜松城北工業高等学校
- 2112 静岡県立藤枝北高等学校
- 2113 静岡県立吉原工業高等学校
- 2116 静清高等学校
- 2118 静岡県立御殿場高等学校
- 2119 静岡県立小笠高等学校
- 2120 静岡県立科学技術高等学校
- 2121 静岡県立富岳館高等学校

##### 全工協非加盟校
- 静岡県立浜松大平台高等学校（総合学科）
- 静岡県立新居高等学校（普通科工業コース）
- 静岡県立静岡中央高等学校（普通科）
- 飛龍高等学校（自動車工業科）
- 静岡県立駿河総合高等学校（総合学科）

#### 改称・閉校・脱会等

##### 全工協加盟校
- 2101 静岡県立引佐高等学校⇒ 2101 静岡県立浜松湖北高等学校に統廃合（2015年）
- 2103 静岡県立静岡工業高等学校⇒ 2120 静岡県立科学技術高等学校に統廃合（2008年）
- 2105 静岡県立清水工業高等学校⇒ 2120 静岡県立科学技術高等学校に統廃合（2008年）
- 2106 静岡県立周智高等学校⇒ 2106 静岡県立遠江総合高等学校に統廃合（2009年）
- 2107 静岡県立修善寺工業高等学校⇒ 2107 静岡県立伊豆総合高等学校に統廃合（2010年）
- 2108 静岡県立天竜林業高等学校⇒ 2108 静岡県立天竜高等学校に統廃合（2014年）
- 2114 磐田東高等学校⇒ 工業に関する学科を廃止し脱会（2005年？）
- 2115? 東海大学工業高等学校[3]⇒ 東海大学付属翔洋高等学校に統廃合、工業に関する学科を廃止し脱会（1999年）
- 2116 静清工業高等学校⇒ 2116静清高等学校に改称（2010年）

### 愛知県

#### 現在

##### 全工協加盟校
- 2203 愛知県立一宮工科高等学校
- 2204 愛知県立岡崎工科高等学校
- 2205 愛知県立一宮起工科高等学校
- 2206 愛知県立春日井工科高等学校
- 2207 愛知県立刈谷工科高等学校
- 2208 愛知県立刈谷東高等学校
- 2209 愛知県立小牧工科高等学校
- 2210 愛知県立愛西工科高等学校
- 2212 愛知県立瀬戸工科高等学校
- 2215 愛知県立豊川工科高等学校
- 2216 愛知県立豊田工科高等学校
- 2217 愛知県立豊橋工科高等学校
- 2218 愛知県立鶴城丘高等学校
- 2219 愛知県立半田工科高等学校
- 2221 愛知県立碧南工科高等学校
- 2222 愛知県立名古屋工科高等学校
- 2223 名古屋市立工業高等学校
- 2225 名古屋市立工芸高等学校
- 2226 享栄高等学校（機械科）
- 2227 大同大学大同高等学校
- 2229 名古屋たちばな高等学校
- 2230 名古屋工業高等学校
- 2231 中部大学第一高等学校
- 2232 愛知産業大学三河高等学校
- 2233 名城大学附属高等学校
- 2234 愛知工業大学名電高等学校
- 2235 愛知県立常滑高等学校
- 2236 愛知県立愛知総合工科高等学校
- 2237 愛知県立城北つばさ高等学校

##### 全工協非加盟校
- 愛知県立猿投農林高等学校（環境デザイン科）

#### 改称・閉校・脱会等

##### 全工協加盟校
- 2201 愛知県立愛知工業高等学校⇒ 全日制課程が愛知県立愛知総合工科高等学校に統廃合（2015年）
- 2202? 愛知県立第二愛知工業高等学校 ⇒ 2201 愛知県立愛知工業高等学校に統廃合（1998年）⇒ 2237 愛知県立城北つばさ高等学校に改称（2017年）
- 2211? 愛知県立星南工業高等学校 ⇒ 2222 愛知県立名南工業高等学校に統廃合（1994年）
- 2213 愛知県立東海商業高等学校⇒ 脱会（2007年）
- 2214 愛知県立常滑高等学校⇒ 2235 愛知県立常滑高等学校に統合（2008年）
- 2218 愛知県立西尾実業高等学校⇒ 愛知県立鶴城丘高等学校に改称・改編（2004年）
- 2220 愛知県立東山工業高等学校⇒ 愛知県愛知総合工科高等学校に統廃合（2011年）
- 2224 名古屋市立第二工業高等学校 ⇒ 2223 名古屋市立工業高等学校に統廃合（2002年）
- 2227 大同高等学校⇒ 大同工業大学大同高等学校に改称（2002年） ⇒ 大同大学大同高等学校に改称（2009年）
- 2229 東海工業高等学校⇒ 愛知産業大学工業高等学校に改称（2001年）
- 2231 名古屋第一高等学校⇒ 中部大学第一高等学校に改称（2003年）

##### 全工協非加盟校
- 愛知県立新城高等学校（農業工学科,環境デザイン科） ⇒ 愛知県立新城有教館高等学校に統合（2021年）

## 近畿地方

### 三重県

#### 現在

##### 全工協加盟校
- 2401 三重県立伊勢工業高等学校
- 2402 三重県立伊勢まなび高等学校
- 2405 三重県立桑名工業高等学校
- 2406 三重県立津工業高等学校
- 2407 三重県立名張西高等学校
- 2408 三重県立松阪工業高等学校
- 2409 三重県立四日市工業高等学校
- 2410 三重県立四日市中央工業高等学校
- 2411 三重県立尾鷲高等学校
- 2412 三重県立伊賀白鳳高等学校

##### 全工協非加盟校
- 三重県立久居農林高等学校（土木・機械コース）
- 三重県立相可高等学校（環境創造科）

#### 改称・閉校・脱会等

##### 全工協加盟校
- 2402 三重県立伊勢実業高等学校⇒ 2402 三重県立伊勢まなび高等学校に改称・改編（2004年）
- 2403 三重県立上野工業高等学校⇒ 2412 三重県立伊賀白鳳高等学校に統廃合（2011年）
- 2404 三重県立尾鷲工業高等学校⇒ 2411 三重県立尾鷲高等学校に統廃合（2003年）

### 滋賀県

#### 現在

##### 全工協加盟校
- 2501 滋賀県立甲南高等学校
- 2502 滋賀県立国際情報高等学校
- 2503 滋賀県立信楽高等学校
- 2504 滋賀県立瀬田工業高等学校
- 2505 滋賀県立瀬田高等学校
- 2506 滋賀県立長浜北星高等学校
- 2507 滋賀県立八幡工業高等学校
- 2508 滋賀県立彦根工業高等学校
- 2509 滋賀県立安曇川高等学校

### 京都府

#### 現在

##### 全工協加盟校
- 2601 京都府立工業高等学校
- 2602 京都府立田辺高等学校
- 2603 京都府立峰山高等学校
- 2604 京都府立宮津天橋高校
- 2605 京都市立伏見工業高等学校
- 2606 京都市立洛陽工業高等学校
- 2607 京都府立南丹高等学校
- 2608 京都市立京都工学院高等学校

##### 全工協非加盟校
- 京都府立海洋高等学校（海洋工学科海洋技術コース）

#### 改称・閉校・脱会等

##### 全工協加盟校
- 2601 京都府立石原高等学校⇒ 2601 京都府立工業高等学校に改称（1990年）
- 2604 京都府立宮津高等学校⇒ 2604 京都府立宮津天橋高校へ統合（2023年）

##### 全工協非加盟校
- 花園高等学校⇒ 工業に関する学科を廃止し脱会（2008年）

### 大阪府

#### 現在

##### 全工協加盟校
- 2708 大阪府立枚岡樟風高等学校
- 2715 大阪府立生野工業高等学校
- 2717 大阪府立泉尾工業高等学校
- 2719 大阪府立工芸高等学校
- 2720 大阪市立第二工芸高等学校（2022年度入学者より大阪府立工芸高等学校定時制に再編）
- 2721 大阪府立咲くやこの花高等学校
- 2722 大阪府立東淀工業高等学校
- 2723 大阪府立都島工業高等学校
- 2724 大阪市立都島第二工業高等学校（2022年度入学者より大阪府立都島工業高等学校定時制に再編）
- 2725 岸和田市立産業高等学校
- 2730 大阪電気通信大学高等学校
- 2732 星翔高等学校
- 2733 大阪府立だいせん聴覚高等支援学校
- 2734 大阪市立西高等学校（募集停止）
- 2735 大阪府立港南造形高等学校
- 2736 大阪府立今宮工科高等学校
- 2737 大阪府立茨木工科高等学校
- 2738 大阪府立堺工科高等学校
- 2739 大阪府立佐野工科高等学校
- 2740 大阪府立城東工科高等学校
- 2741 大阪府立西野田工科高等学校
- 2742 大阪府立藤井寺工科高等学校
- 2743 大阪府立布施工科高等学校
- 2744 大阪府立淀川工科高等学校
- 2745 大阪府立成城高等学校
- 2746 大阪府立東住吉総合高等学校
- 2747 大阪府立和泉総合高等学校
- 2748 堺市立堺高等学校

##### 全工協非加盟校
- 大阪府立松原高等学校（総合学科）
- 大阪府立桃谷高等学校（多部制単位制普通科）
- 向陽台高等学校（通信制建築科）

#### 改称・閉校・脱会等

##### 全工協加盟校
- 2701 大阪府立和泉工業高等学校⇒ 2747 大阪府立和泉総合高等学校に再編（2005 - 2008年）
- 2702 大阪府立茨木工業高等学校⇒ 2737 大阪府立茨木工科高等学校に再編（2005 - 2008年）
- 2703 大阪府立今宮工業高等学校⇒ 2736 大阪府立今宮工科高等学校に再編（2005 - 2008年）
- 2704 大阪府立港南高等学校⇒ 2735 大阪府立港南造形高等学校に改称・改編（2003 - 2005年）
- 2705 大阪府立堺工業高等学校⇒ 2738 大阪府立堺工科高等学校に再編（2005 - 2007年）
- 2706 大阪府立佐野工業高等学校⇒ 2739 大阪府立佐野工科高等学校に再編（2005 - 2008年）
- 2707 大阪府立城東工業高等学校⇒ 2740 大阪府立城東工科高等学校に再編（2005 - 2009年）
- 2709 大阪府立成城工業高等学校⇒ 2745 大阪府立成城高等学校に再編（2005 - 2008年）
- 2710 大阪府立西野田工業高等学校⇒ 2741 大阪府立西野田工科高等学校に再編（2005 - 2008年）
- 2711 大阪府立東住吉工業高等学校⇒ 2746 大阪府立東住吉総合高等学校に再編（2005 - 2009年）
- 2712 大阪府立藤井寺工業高等学校⇒ 2742 大阪府立藤井寺工科高等学校に再編（2005 - 2008年）
- 2713 大阪府立布施工業高等学校⇒ 2743 大阪府立布施工科高等学校に再編（2005 - 2009年）
- 2714 大阪府立淀川工業高等学校⇒ 2744 大阪府立淀川工科高等学校に再編（2005 - 2009年）
- 2708 大阪府立食品産業高等学校⇒ 2708 大阪府立枚岡樟風高等学校に統廃合（2003年）
- 2716 大阪市立生野第二工業高等学校⇒ 廃校（2004年3月）
- 2718 大阪市立泉尾第二工業高等学校⇒ 廃校（2004年3月）
- 2721 大阪市立此花工業高等学校⇒ 2721 大阪市立此花総合高等学校に改称・改編（1998年）⇒ 2721 大阪市立咲くやこの花高等学校に統廃合（2010年）
- 2726 堺市立工業高等学校⇒ 2748 堺市立堺高等学校に統廃合（2010年）
- 2727 堺市立第二工業高等学校⇒ 2748 堺市立堺高等学校に統廃合（2010年）
- 2728 大阪工業大学高等学校⇒ 工業に関する学科を廃止し脱会（2003年）
- 2729 大阪産業大学高等学校⇒ 大阪産業大学附属高等学校に改称（1996年） ⇒ 工業に関する学科を廃止し脱会（1998年）
- 2731 太成高等学校⇒ 2731 太成学院大学高等学校に改称（2003年）
2731 太成学院大学高等学校（総合工学科）⇒ 工業に関する学科を廃止（2012年）、2023年現在脱会はしていない[4]
- 2732 浪速工業高等学校⇒ 星翔高等学校に改称・改編（1995年）
- 2733 大阪府立生野高等聾学校⇒ 2733 大阪府立だいせん高等聾学校に統廃合（2006年）⇒ 2733 大阪府立だいせん聴覚高等支援学校に改称（2008年）

### 兵庫県

#### 現在

##### 全工協加盟校
- 2801 兵庫県立相生産業高等学校
- 2802 兵庫県立尼崎工業高等学校
- 2803 兵庫県立小野工業高等学校
- 2804 兵庫県立神崎工業高等学校
- 2805 兵庫県立神戸工業高等学校
- 2806 兵庫県立飾磨工業高等学校
- 2807 兵庫県立篠山産業高等学校
- 2809 兵庫県立洲本実業高等学校
- 2811 兵庫県立東播工業高等学校
- 2812 兵庫県立豊岡総合高等学校
- 2813 兵庫県立西脇工業高等学校
- 2814 兵庫県立姫路工業高等学校
- 2816 兵庫県立兵庫工業高等学校
- 2823 彩星工科高等学校
- 2824 兵庫県立武庫荘総合高等学校
- 2825 神戸市立科学技術高等学校
- 2826 神戸市立神戸工科高等学校
- 2827 兵庫県立龍野北高等学校
- 2828 尼崎市立尼崎双星高等学校
- 2829 尼崎市立琴ノ浦高等学校

#### 改称・閉校・脱会等

##### 全工協加盟校
- 2808 兵庫県立白鷺工業高等学校⇒ 廃校（2006年）
- 2810 兵庫県立龍野実業高等学校⇒ 2827 兵庫県立龍野北高等学校に統廃合（2010年）
- 2812 兵庫県立豊岡実業高等学校⇒ 2812 兵庫県立豊岡総合高等学校に統廃合（2003年）
- 2815 兵庫県立姫路産業技術高等学校⇒ 廃校（2005年）
- 2817 兵庫県立武庫工業高等学校⇒ 2824 兵庫県立武庫荘総合高等学校に統廃合（2005年）
- 2818 尼崎市立尼崎工業高等学校⇒ 2829 尼崎市立琴ノ浦高等学校に統廃合（2016年）
- 2819 尼崎市立尼崎産業高等学校⇒ 2828 尼崎市立尼崎双星高等学校に統廃合（2013年）
- 2820 神戸市立長田工業高等学校⇒ 2826 神戸市立神戸工科高等学校に統廃合（2007年）
- 2821 神戸市立神戸工業高等学校⇒ 2825 神戸市立科学技術高等学校に統廃合（2006年）
- 2822 神戸市立御影工業高等学校⇒ 2825 神戸市立科学技術高等学校に統廃合（2007年）
- 2823 神戸村野工業高等学校⇒ 彩星工科高等学校に改称（2023年）

### 奈良県

#### 現在

##### 全工協加盟校
- 2901 奈良県立王寺工業高等学校
- 2904 奈良県立奈良南高等学校
- 2906 奈良県立奈良商工高等学校
- 2907 奈良県立御所実業高等学校

#### 改称・閉校・脱会等

##### 全工協加盟校
- 2902 奈良県立御所工業高等学校⇒ 2907 奈良県立御所実業高等学校に統廃合（2009年）
- 2903 奈良県立奈良工業高等学校⇒ 2906 奈良県立奈良朱雀高等学校に統廃合（2009年）
- 2904 奈良県立吉野高等学校⇒ 2904 奈良県立奈良南高等学校に統廃合（2020年）
- 2905 奈良大学附属高等学校⇒ 工業に関する学科を廃止し脱会（2007年）
- 2906 奈良県立奈良朱雀高等学校⇒ 2906 奈良県立奈良商工高等学校に改称（2021年）

### 和歌山県

#### 現在

##### 全工協加盟校
- 3001 和歌山県立紀北工業高等学校
- 3002 和歌山県立紀央館高等学校
- 3004 和歌山県立田辺工業高等学校
- 3005 和歌山県立箕島高等学校
- 3006 和歌山県立和歌山工業高等学校
- 3008 和歌山県立和歌山高等学校
- 3009 和歌山県立新翔高等学校

##### 全工協非加盟校
- 和歌山県立紀北農芸高等学校（環境工学科）
- 和歌山県立熊野高等学校（総合学科）

#### 改称・閉校・脱会等

##### 全工協加盟校
- 3002 和歌山県立御坊商工高等学校⇒ 3002 和歌山県立紀央館高等学校に改称・改編（2003年）
- 3003 和歌山県立新宮高等学校⇒ 工業に関する学科を廃止し脱会（2009年）
- 3007 和歌山県立和歌山第二工業高等学校⇒ 3006 和歌山工業高等学校に統廃合（2010年）

## 中国地方

### 鳥取県

#### 現在

##### 全工協加盟校
- 3103 鳥取県立鳥取工業高等学校
- 3105 鳥取県立米子工業高等学校
- 3106 鳥取県立鳥取湖陵高等学校
- 3107 鳥取県立境港総合技術高等学校
- 3108 鳥取県立倉吉総合産業高等学校

##### 全工協非加盟校
- 鳥取県立倉吉農業高等学校（環境土木科）

#### 改称・閉校・脱会等

##### 全工協加盟校
- 3101 鳥取県立倉吉工業高等学校⇒ 3108 鳥取県立倉吉総合産業高等学校に統廃合（2005年）
- 3102 鳥取県立境港工業高等学校⇒ 3107 鳥取県立境港総合技術高等学校に統廃合（2005年）
- 3104 鳥取県立鳥取西工業高等学校⇒ 3106 鳥取県立鳥取湖陵高等学校に統廃合（2001年）

### 島根県

#### 現在

##### 全工協加盟校
- 3201 島根県立出雲工業高等学校
- 3202 島根県立江津工業高等学校
- 3204 島根県立松江工業高等学校
- 3205 島根県立益田翔陽高等学校

##### 全工協非加盟校
- 島根県立矢上高等学校（産業技術科 工業コース）
- 益田東高等学校（自動車科）
- 島根県立松江農林高等学校（環境土木科）

#### 改称・閉校・脱会等

##### 全工協加盟校
- 3203 島根県立益田工業高等学校⇒ 3205 島根県立益田翔陽高等学校に統廃合（2008年）

##### 全工協非加盟校
- 島根県立益田産業高等学校（環境土木科）⇒ 3205 島根県立益田翔陽高等学校に統廃合（2008年）

### 岡山県

#### 現在

##### 全工協加盟校
- 3301 岡山県立岡山工業高等学校
- 3302 岡山県立笠岡工業高等学校
- 3303 岡山県立倉敷工業高等学校
- 3305 岡山県立玉野光南高等学校
- 3306 岡山県立津山工業高等学校
- 3308 岡山県立東岡山工業高等学校
- 3309 岡山県立備前緑陽高等学校
- 3310 岡山県立水島工業高等学校
- 3312 倉敷市立工業高等学校
- 3313 玉野市立玉野備南高等学校
- 3314 岡山理科大学附属高等学校
- 3315 関西高等学校
- 3316 岡山商科大学附属高等学校
- 3317 興譲館高等学校
- 3318 おかやま山陽高等学校
- 3319 岡山県立高梁城南高等学校
- 3320 岡山県立新見高等学校
- 3321 岡山県立勝間田高等学校

##### 全工協非加盟校
- 岡山県立興陽高等学校（農業機械科）
- 岡山県立弓削高等学校（環境技術科・環境デザイン科）
- 岡山県立岡山聾学校（産業工芸科）
- 岡山市立岡山後楽館高等学校（総合学科）
- 吉備高原学園高等学校（普通科建築技能コース）

#### 改称・閉校・脱会等

##### 全工協加盟校
- 3304 岡山県立高梁工業高等学校⇒ 3319 岡山県立高梁城南高等学校に統廃合（2006年）
- 3307 岡山県立新見北高等学校⇒ 3320 岡山県立新見高等学校 北校地に統廃合（2007年）
- 3309 岡山県立備前高等学校⇒ 3309 岡山県立備前緑陽高等学校に統廃合（2003年）
- 3311 岡山市立岡山後楽館高等学校伊福校舎⇒ 廃校（2002年）
- 3313 玉野市立備南高等学校⇒ 3313 玉野市立玉野備南高等学校に改称・改編（2003年）
- 3316 吉備高等学校⇒ 3316 岡山商科大学附属高等学校に改称・改編（1994年）
- 3318 岡山県山陽高等学校⇒ 3318 おかやま山陽高等学校に改称・改編（2002年）

### 広島県

#### 現在

##### 全工協加盟校
- 3401 広島県立因島高等学校
- 3403 広島県立神辺高等学校
- 3405 広島県立呉工業高等学校
- 3406 広島県立広島工業高等学校
- 3407 広島県立福山工業高等学校
- 3408 広島県立府中東高等学校
- 3410 広島県立三次青陵高等学校
- 3411 広島県立宮島工業高等学校
- 3412 広島市立広島工業高等学校
- 3413 尾道高等学校
- 3414 呉港高等学校
- 3415 山陽高等学校
- 3418 如水館高等学校
- 3419 広島県立総合技術高等学校

##### 全工協非加盟校
- 広島県立西条農業高等学校（農業機械科・緑地土木科）
- 広島県立庄原実業高等学校（環境工学科）

#### 改称・閉校・脱会等

##### 全工協加盟校
- 3402 広島県立尾道工業高等学校⇒ 3419 広島県立総合技術高等学校に統廃合（2007年）
- 3404 広島県立木江工業高等学校⇒ 3404 広島県立大崎海星高等学校に統廃合（1998年）
3404 広島県立大崎海星高等学校⇒ 工業に関する学科を廃止し脱会（2012年）
- 3409 広島県立本郷工業高等学校⇒ 3419 広島県立総合技術高等学校に統廃合（2005年）
- 3410 広島県三次工業高等学校⇒ 広島県立三次青陵高等学校に改称・改編（1996年）
- 3413 広島県尾道高等学校⇒ 尾道高等学校に改称（2006年）
- 3416 広島工業大学高等学校⇒ 工業に関する学科を廃止し脱会（2006年3月）
- 3417? 広島電機大学附属高等学校⇒ 3417 広島国際学院高等学校に改称（1999年4月）
3417 広島国際学院高等学校⇒ 工業に関する学科を廃止し脱会（2012年）

### 山口県

#### 現在

##### 全工協加盟校
- 3501 山口県立岩国工業高等学校
- 3502 山口県立宇部工業高等学校
- 3503 山口県立小野田工業高等学校
- 3504 山口県立下松工業高等学校
- 3509 山口県立南陽工業高等学校
- 3513 宇部鴻城高等学校
- 3514 下関国際高等学校
- 3515 聖光高等学校
- 3516 早鞆高等学校
- 3518 山口県桜ケ丘高等学校
- 3520 山口県立柳井商工高等学校
- 3521 山口県立徳山商工高等学校
- 3522 山口県立萩商工高等学校
- 3523 山口県立美祢青嶺高等学校
- 3524 山口県立田布施農工高等学校
- 3525 山口県立防府商工高等学校
- 3526 山口県立下関工科高等学校
- 3527 山口県立山口南総合支援学校
- 3528 山口県立下関双葉高等学校

#### 改称・閉校・脱会等

##### 全工協加盟校
- 3507 山口県立田布施工業高等学校⇒ 3524 山口県立田布施農工高等学校に統廃合（2012年）
- 3508 山口県立徳山工業高等学校⇒ 3521 山口県立徳山商工高等学校に統廃合（2008年）
- 3510 山口県立萩工業高等学校⇒ 3522 山口県立萩商工高等学校に統廃合（2008年）
- 3511 山口県立美祢工業高等学校⇒ 3523 山口県立青嶺高等学校に統廃合（2009年）
- 3512 山口県立柳井工業高等学校⇒ 3520 山口県立柳井商工高等学校に統廃合（2008年）
- 3517 山口県鴻城高等学校⇒ 工業に関する学科を廃止し脱会（2010年）
- 3519 多々良学園高等学校⇒ 3519 高川学園高等学校に改称（2006年）⇒ 工業に関する学科を廃止し脱会（2014年）
- 3505 山口県立下関工業高等学校⇒ 3526 山口県立下関工科高等学校に統廃合（2016年）
- 3506 山口県立下関中央工業高等学校⇒ 同上

## 四国地方

### 徳島県

#### 現在

##### 全工協加盟校
- 3602 徳島県立つるぎ高等学校
- 3607 徳島県立徳島科学技術高等学校
- 3608 徳島県立鳴門渦潮高等学校
- 3609 徳島県立阿南光高等学校

#### 改称・閉校・脱会等

##### 全工協加盟校
- 3601 徳島県立阿南工業高等学校⇒ 3609 徳島県立阿南光高等学校に統廃合（2018年）
- 3602 徳島県立貞光工業高等学校⇒ 3602 徳島県立つるぎ高等学校に統廃合（2014年）
- 3603 徳島県立徳島工業高等学校⇒ 3607 徳島県立徳島科学技術高等学校に統廃合（2009年）
- 3604 徳島県立徳島中央高等学校⇒ 工業に関する学科を3607 徳島県立徳島科学技術高等学校へ移管し脱会（2009年）
- 3605 徳島県立徳島東工業高等学校⇒ 3607 徳島県立徳島科学技術高等学校に統廃合（2009年）
- 3606 鳴門市立鳴門工業高等学校⇒ 3608 徳島県立鳴門渦潮高等学校に統廃合（2012年）

### 香川県

#### 現在

##### 全工協加盟校
- 3701 香川県立坂出工業高等学校
- 3703 香川県立高松工芸高等学校
- 3705 香川県立観音寺総合高等学校
- 3706 香川県立志度高等学校
- 3707 香川県立多度津高等学校
- 3708 香川県立坂出商業高等学校
- 3709 香川県立善通寺第一高等学校

#### 改称・閉校・脱会等

##### 全工協加盟校
- 3702 香川県立善通寺西高等学校⇒ 3709 香川県立善通寺第一高等学校に統廃合（2009年）
- 3704 香川県立多度津工業高等学校⇒ 3707 香川県立多度津高等学校に統廃合（2009年）
- 3705 香川県立三豊工業高等学校⇒ 3705 香川県立観音寺総合高等学校に統廃合（2017年）

### 愛媛県

#### 現在

##### 全工協加盟校
- 3801 愛媛県立今治工業高等学校
- 3802 愛媛県立東予高等学校
- 3803 愛媛県立新居浜工業高等学校
- 3804 愛媛県立松山工業高等学校
- 3805 愛媛県立松山南高等学校 砥部分校
- 3806 愛媛県立八幡浜工業高等学校
- 3807 愛媛県立吉田高等学校
- 3809 新田高等学校
- 3810 松山聖陵高等学校
- 3811 愛媛県立新居浜南高等学校

##### 全工協非加盟校
- 愛媛大学農学部附属農業高等学校（総合学科理工学系列）

#### 改称・閉校・脱会等

##### 全工協加盟校
- 3802 愛媛県立東予工業高等学校⇒ 3802 愛媛県立東予高等学校に改称（2001年）
- 3808 帝京第五高等学校⇒ 工業に関する学科を廃止し脱会（2014年ごろ）

### 高知県

#### 現在

##### 全工協加盟校
- 3901 高知県立安芸高等学校
- 3902 高知県立高知工業高等学校
- 3903 高知県立高知東工業高等学校
- 3904 高知県立宿毛工業高等学校
- 3906 高知県立須崎総合高等学校
- 3907 高知県立室戸高等学校

##### 全工協非加盟校
- 高知県立高知農業高等学校（環境土木科）

#### 改称・閉校・脱会等

##### 全工協加盟校
- 3901 高知県立安芸工業高等学校⇒ 3901 高知県立安芸桜ケ丘高等学校に改称（2002年）⇒ 3901 高知県立安芸高等学校に統合（2023年）
- 3905 高知県立宿毛高等学校 小筑紫分校⇒ 廃校（2000年）
- 3906 高知県立須崎工業高等学校⇒ 廃校（2019年）

## 九州地方

### 福岡県

#### 現在

##### 全工協加盟校
- 4001 福岡県立浮羽工業高等学校
- 4003 福岡県立香椎工業高等学校
- 4005 福岡県立苅田工業高等学校
- 4006 福岡県立小倉工業高等学校
- 4009 福岡県立戸畑工業高等学校
- 4010 福岡県立福岡工業高等学校
- 4011 福岡県立三池工業高等学校
- 4012 福岡県立八幡工業高等学校
- 4013 福岡県立八女工業高等学校
- 4014 福岡市立博多工業高等学校
- 4015 大牟田高等学校
- 4016 真颯館高等学校
- 4017 九州産業大学付属九州産業高等学校
- 4018 祐誠高等学校
- 4019 筑紫台高等学校
- 4021 福岡工業大学附属城東高等学校
- 4022 豊国学園高等学校
- 4024 福岡第一高等学校
- 4026 福岡県立博多青松高等学校
- 4027 福岡県立田川科学技術高等学校
- 4028 福岡県立大川樟風高等学校
- 4029 福岡県立嘉穂総合高等学校
- 4030 福岡県立稲築志耕館高等学校
- 4031 希望が丘高等学校

##### 全工協非加盟校
- 福岡県立鞍手竜徳高等学校（総合学科工業技術系列）
- 飯塚高等学校（総合学科 自動車エンジニアコース・自動車専攻科）

#### 改称・閉校・脱会等

##### 全工協加盟校
- 4002 福岡県立大川工業高等学校⇒ 4028 福岡県立大川樟風高等学校に統廃合（2005年）
- 4004 福岡県立嘉穂工業高等学校⇒ 4029 福岡県立嘉穂総合高等学校に統廃合（2007年）
- 4007 福岡県立田川工業高等学校⇒ 4027 福岡県立田川科学技術高等学校に統廃合（2007年）
- 4008 福岡県立筑豊工業高等学校⇒ 福岡県立鞍手竜徳高等学校に統廃合し脱会（2005年）
- 4016 九州工業高等学校⇒ 4016 真颯館高等学校に改称（1999年）
- 4018 久留米工業大学附属高等学校⇒ 4018 祐誠高等学校に改称（2005年）
- 4021 福岡工業大学附属高等学校⇒ 4021 福岡工業大学附属城東高等学校に改称（2002年）
- 4023 九州共立大学八幡西高等学校⇒ 4023 自由ケ丘高等学校に統廃合（2002年統合）⇒ 工業に関する学科を廃止し脱会（2007年）
- 4025 九州電機学園高等学校⇒ 希望が丘高等学校に改称・改編し脱会（1998年）⇒ 再加盟「4031 希望が丘高等学校」（2007年）

### 佐賀県

#### 現在

##### 全工協加盟校
- 4101 佐賀県立有田工業高等学校
- 4102 佐賀県立唐津工業高等学校
- 4103 佐賀県立佐賀工業高等学校
- 4104 佐賀県立嬉野高等学校
- 4105 佐賀県立多久高等学校
- 4106 佐賀県立鳥栖工業高等学校
- 4107 江楠学園 北陵高等学校
- 4108 伊万里学園 敬徳高等学校

##### 全工協非加盟校
- 佐賀県立伊万里農林高等学校（森林工学科）
- 佐賀県立佐賀農業高等学校（環境工学科）

#### 改称・閉校・脱会等

##### 全工協加盟校
- 4105 佐賀県立多久工業高等学校⇒ 4105 佐賀県立多久高等学校に改称・改編（2002年）
- 4107 佐賀中央工業高等学校⇒ 4107 北陵高等学校に改称（2000年）

- 4104 佐賀県立塩田工業高等学校⇒ 4104 佐賀県立嬉野高等学校に統廃合（2020年）

### 長崎県

#### 現在

##### 全工協加盟校
- 4201 長崎県立大村工業高等学校
- 4202 長崎県立上五島高等学校
- 4204 長崎県立佐世保工業高等学校
- 4205 長崎県立鹿町工業高等学校
- 4206 長崎県立島原工業高等学校
- 4207 長崎県立長崎工業高等学校
- 4208 佐世保実業高等学校
- 4209 瓊浦高等学校
- 4210 長崎県立長崎鶴洋高等学校

##### 全工協非加盟校
- 長崎県立諫早農業高等学校（農業土木科）

#### 改称・閉校・脱会等

##### 全工協加盟校
- 4203 長崎県立北松西高等学校⇒ 工業に関する学科を廃止し脱会（2008年4月）

### 熊本県

#### 現在

##### 全工協加盟校
- 4301 熊本県立天草工業高等学校
- 4302 熊本県立翔陽高等学校
- 4303 熊本県立小川工業高等学校
- 4304 熊本県立鹿本商工高等学校
- 4305 熊本県立球磨工業高等学校
- 4306 熊本県立熊本工業高等学校
- 4307 熊本県立玉名工業高等学校
- 4309 熊本県立御船高等学校
- 4310 熊本県立八代工業高等学校
- 4311 有明高等学校
- 4312 文徳高等学校
- 4313 開新高等学校
- 4315 秀岳館高等学校
- 4316 熊本県立水俣高等学校

#### 改称・閉校・脱会等

##### 全工協加盟校
- 4308 熊本県立水俣工業高等学校⇒ 4316 熊本県立水俣高等学校に統廃合（2014年）
- 4312 熊本工大高等学校⇒ 4312 文徳高等学校に改称（1996年）
- 4313 熊本第一工業高等学校 ⇒ 開新高等学校に改称（1995年）
- 4314 東海大学第二高等学校⇒ 工業に関する学科を廃止し脱会（2001年）
- 4315 八代第一高等学校⇒ 4315秀岳館高等学校に改称（2001年）

### 大分県

#### 現在

##### 全工協加盟校
- 4401 大分県立大分工業高等学校
- 4403 大分県立国東高等学校
- 4405 大分県立情報科学高等学校
- 4407 大分県立鶴崎工業高等学校
- 4409 大分県立日田林工高等学校
- 4410 大分県立宇佐産業科学高等学校
- 4412 大分県立安心院高等学校
- 4413 大分県立中津東高等学校
- 4414 大分国際情報高等学校
- 4415 大分県立津久見高等学校

##### 全工協非加盟校
- 大分高等学校（自動車工業科など）
- 大分県立三重総合高等学校（メディア科学科、旧・緒方工業高校）
- 日本文理大学附属高等学校（機械科）
- 楊志館高等学校（工業科）

#### 改称・閉校・脱会等

##### 全工協加盟校
- 4402 大分県立緒方工業高等学校⇒ 大分県立三重総合高等学校に統廃合（2008年）
- 4403 大分県立国東農工高等学校⇒ 4403 大分県立国東高等学校に統廃合（2008年）
- 4404 大分県立佐伯鶴岡高等学校⇒ 大分県立佐伯豊南高等学校に統廃合（2016年）
- 4406 大分県立津久見高等学校⇒ 4415 大分県立津久見高等学校に統廃合（2014年3月）
- 4408 大分県立中津工業高等学校⇒ 4413 大分県立中津東高等学校に統廃合（2011年）
- 4410 大分県立宇佐産業科学高等学校⇒ 高田高校商業科と統合して総合選択制に改編し脱会（2008年）
- 4411 大分県立日出暘谷高等学校⇒ 大分県立日出総合高等学校に統廃合（2015年3月）

##### 全工協非加盟校
- 大分桜丘高等学校⇒ 楊志館高等学校に改称（1996年）
- 大分電波高等学校⇒ 大分国際情報高等学校に改称し入会「4414 大分国際情報高等学校」（1999年）

### 宮崎県

#### 現在

##### 全工協加盟校
- 4502 宮崎県立佐土原高等学校
- 4504 宮崎県立延岡工業高等学校
- 4505 宮崎県立日向工業高等学校
- 4506 宮崎県立都城工業高等学校
- 4507 宮崎県立宮崎工業高等学校
- 4508 日章学園高等学校
- 4509 都城高等学校
- 4510 鵬翔高等学校
- 4511 宮崎第一高等学校
- 4512 宮崎県立小林秀峰高等学校
- 4513 宮崎県立日南振徳高等学校

##### 全工協非加盟校
- 宮崎県立宮崎農業高等学校（環境工学科）
- 宮崎県立都城農業高等学校（農業土木科）
- 延岡学園高等学校（普通科総合コース工業専攻）
- 都城東高等学校（自動車工業科）

#### 改称・閉校・脱会等

##### 全工協加盟校
- 4501 宮崎県立小林工業高等学校⇒ 4512 宮崎県立小林秀峰高等学校に統廃合（2010年）
- 4503 宮崎県立日南工業高等学校⇒ 4513 宮崎県立日南振徳高等学校に統廃合（2011年）
- 宮崎中央高等学校⇒ 4510 鵬翔高等学校に改称（1989年）

### 鹿児島県

#### 現在

##### 全工協加盟校
- 4602 鹿児島県立出水工業高等学校
- 4604 鹿児島県立頴娃高等学校
- 4606 鹿児島県立鹿児島工業高等学校
- 4607 鹿児島県立加治木工業高等学校
- 4608 鹿児島県立鹿屋工業高等学校
- 4610 鹿児島県立薩南工業高等学校
- 4611 鹿児島県立川内商工高等学校
- 4613 鹿児島県立隼人工業高等学校
- 4614 鹿児島県立吹上高等学校
- 4615 鹿児島実業高等学校
- 4616 樟南高等学校
- 4617 鹿児島情報高等学校
- 4618 れいめい高等学校
- 4619 尚志館高等学校
- 4620 鹿児島県立武岡台高等学校
- 4621 鹿児島県立種子島高等学校
- 4622 鹿児島県立霧島高等学校
- 4623 鹿児島県立奄美高等学校
- 4624 鹿児島県立曽於高等学校

##### 全工協非加盟校
- 鹿児島県立鹿屋農業高等学校（農業機械科）
- 鹿児島県立薩摩中央高等学校（農業工学科）
- 樟南第二高等学校（工業科）

#### 改称・閉校・脱会等

##### 全工協加盟校
- 4601 鹿児島県立有明高等学校⇒ 廃校（2015年3月）
- 4603 鹿児島県立岩川高等学校⇒ 4624 鹿児島県立曽於高等学校に統廃合（2016年）
- 4605 鹿児島県立大島工業高等学校⇒ 4623 鹿児島県立奄美高等学校に統廃合（2012年）
- 4609 鹿児島県立栗野工業高等学校⇒ 4622 鹿児島県立霧島高等学校に統廃合（2010年）
- 4612 鹿児島県立種子島実業高等学校⇒ 4621 鹿児島県立種子島高等学校に統廃合（2008年）
- 4616 鹿児島商工高等学校⇒ 4616 樟南高等学校に改称（1994年）
- 4619 志布志実業高等学校⇒ 4619 尚志館高等学校に改称（1997年）

##### 全工協非加盟校
- 徳之島商工高等学校⇒ 樟南第二高等学校に改称・改編（2001年）

### 沖縄県

#### 現在

##### 全工協加盟校
- 4701 沖縄県立浦添工業高等学校
- 4702 沖縄県立沖縄工業高等学校
- 4703 沖縄県立美来工科高等学校
- 4704 沖縄県立那覇工業高等学校
- 4705 沖縄県立南部工業高等学校
- 4707 沖縄県立美里工業高等学校
- 4708 沖縄県立宮古工業高等学校
- 4709 沖縄県立八重山商工高等学校
- 4710 沖縄県立名護商工高等学校

##### 全工協非加盟校
- 沖縄県立沖縄水産高等学校（総合学科情報通信系列）

#### 改称・閉校・脱会等

##### 全工協加盟校
- 4703 沖縄県立中部工業高等学校⇒ 4703 沖縄県立美来工科高等学校に改称・改編（2005年）
- 4706 沖縄県立北部工業高等学校⇒ 4710 沖縄県立名護商工高等学校に統廃合（2009年）

##### 全工協非加盟校
- 沖縄県立南部農林高等学校（農業科農業機械コース）⇒ 学科改編により農業科を廃止（2012年3月）